# Lars Sponheim

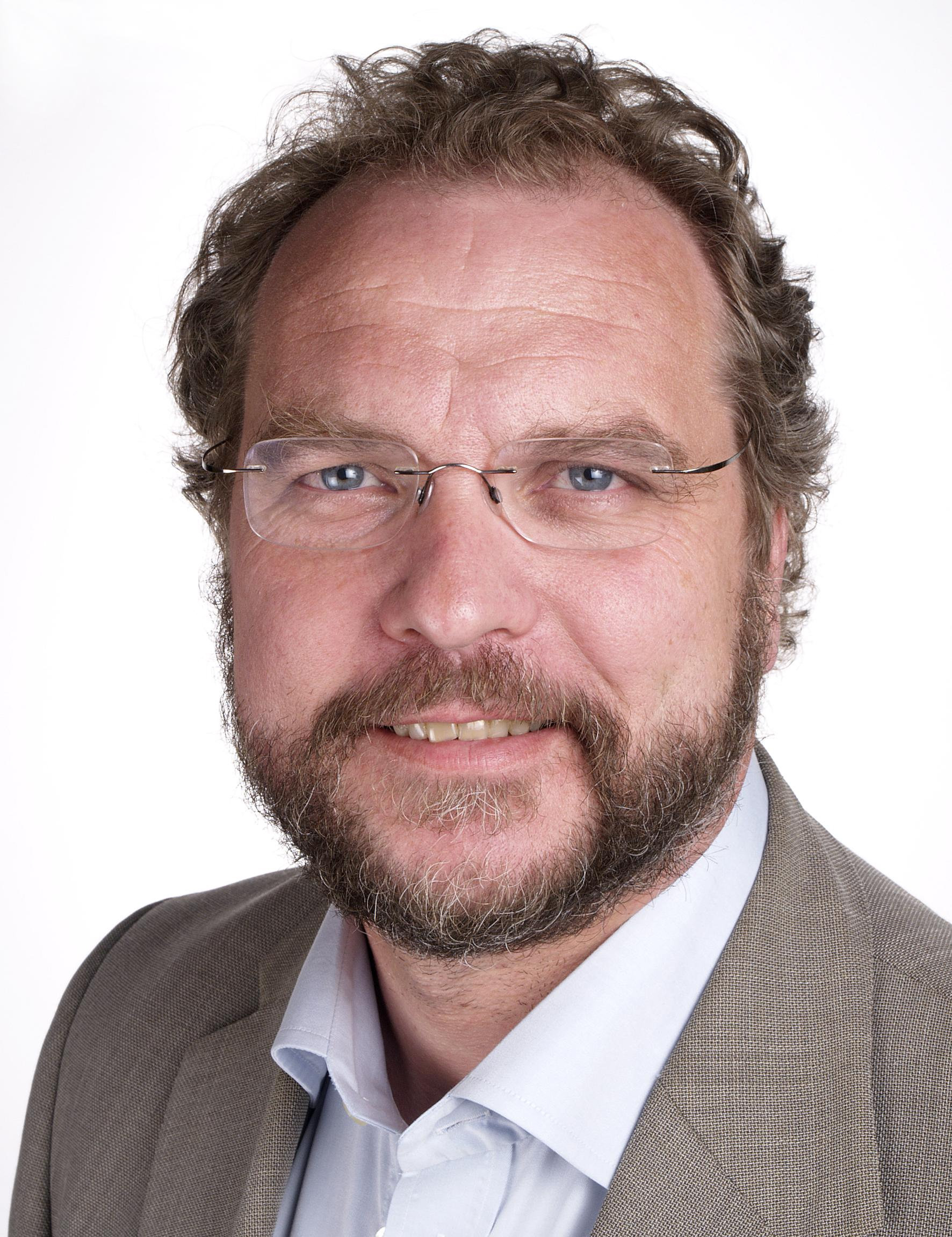
Lars Sponheim

Lars Sponheim, född  23 maj 1957 i Halden, Norge, är en norsk politiker inom det borgerliga partiet Venstre.
Lars Sponheim, som är utbildad agronom, var ledamot av stortinget 1993-2009. Sponheims valdistrikt var Vestlandsfylket Hordaland. Mellan 1996 och 2010 var han partiledare för socialliberala Venstre. Sponheim var minister i Kjell Magne Bondeviks båda regeringar:
- 1997-2000, som näringslivs- och handelsminister
- 2001-2005, som jordbruksminister (landbruks- og matminister).

Lars Sponheim tog agronomexamen vid Norges landbrukshøyskole 1981. Sin politiska bana inledde Sponheim som kommunstyrelseordförande i Hardangerkommunen Ulvik perioden 1987 till 1991. På valnatten den 14 september 2009 meddelande han att han kommer avgå som partiledare.